# Litoscelis
Litoscelis là một chi bướm đêm thuộc họ Erebidae.